# Мартін Фіс
Мартін Фіс Мартін (ісп. Martín Fiz Martín; нар. 3 березня 1963) — іспанський легкоатлет, який спеціалізувався в бігу на довгі дистанції та марафонському бігу.

## Спортивні досягнення
Учасник двох олімпійських марафонських забігів — 4-е місце у 1996 та 6-е місце у 2000. Брав також участь у олімпійських змаганнях з бігу на 5000 метрів на Іграх-1992, проте не пройшов далі попереднього забігу.
Чемпіон світу з марафонського бігу (1995). Срібний призер чемпіонату світу з марафонського бігу (1997). Також посів 8-е місце у марафонському забігу на чемпіонаті світу-1999.
Ставав тричі бронзовим призером чемпіонатів світу з кросу в командному заліку (1990, 1991, 1995).
Був 15-м на чемпіонаті світу з напівмарафону-1998.
Учасник дев'яти чемпіонатів світу з кросу, найвищим місцем на яких було 10-а позиція у фінальному протоколі на першості-1995.
Чемпіон Європи з марафонського бігу (1994).
Бронзовий призер чемпіонату Європи з кросу в командному заліку (1998).
Переможець марафонів у Гельсінкі (1993), Роттердамі (1995), Кьонджу та Сеулі (1996), а також тричі в Оцу (1997, 1999, 2000).

## Визнання
- Премія принцеси Астурійської (1997)